# À la carte

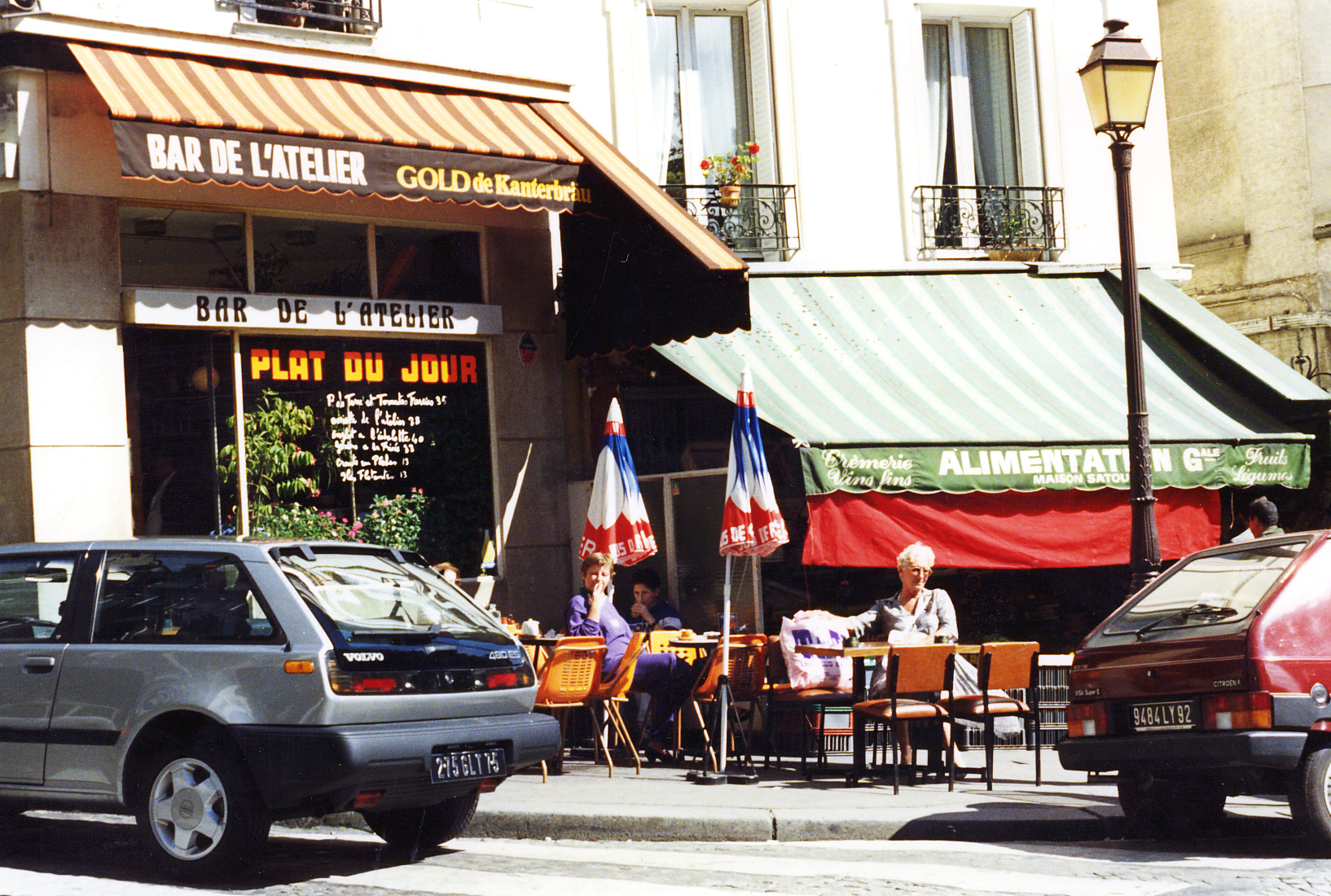
Restaurante em Paris com cardápio à la carte exposto diretamente na fachada.

À la carte ([alaˈkart(ə)]; francês: [a la kaʁt]) é um empréstimo linguístico da língua francesa cujo significado é «[servido apenas] como listado no cardápio». O termo foi adotado em inglês em 1826, antecipando em uma década o uso comum da palavra «menu».

## Usos
A locução à la carte é utilizada em uma referência a um cardápio de itens observados e adquiridos separadamente, ou seja, a operação usual de restaurantes, em contraste com um table d'hôte (menu fixo), em que um cardápio sem opção ou com escolha limitada é servido a um preço fixo. Outro uso gastronômico é ao pedir um item do cardápio por conta própria, por exemplo, um bife sem batatas e legumes é um bife à la carte.
Em restaurantes, diz-se de serviço em que se escolhem pratos listados no cardápio, com valor especificado para cada um deles.
O termo também foi adotado em outras indústrias para se referir a um modelo de vendas, onde os clientes podem selecionar componentes individuais para a compra em vez de serem obrigados a comprar pacotes pré-definidos. Um exemplo notável é o de câmeras «Leica à la carte» para os seus cartões de memória (M-Systems).